# Zabojska (Trnovo, république serbe de Bosnie)
Pour les articles homonymes, voir Zabojska.
Zabojska (en serbe cyrillique : Забојска) est un village de Bosnie-Herzégovine. Il est situé sur le territoire de la ville d'Istočno Sarajevo, dans la municipalité de Trnovo et dans la république serbe de Bosnie. Selon les premiers résultats du recensement bosnien de 2013, il compte 44 habitants.
Après la guerre de Bosnie-Herzégovine, le village a été divisé en deux parties, l'une rattachée à la municipalité de Trnovo dans la fédération de Bosnie-et-Herzégovine, l'autre rattachée à la municipalité de Trnovo dans la république serbe de Bosnie.

## Démographie

### Évolution historique de la population dans la localité
| 1948 | 1953 | 1961 | 1971 | 1981 | 1991 | 2013 |
| ---- | ---- | ---- | ---- | ---- | ---- | ---- |
| -    | -    | 163  | 102  | 75   | 36   | 44   |

|  |

### Répartition de la population par nationalités (1991)
En 1991, les 36 habitants du village étaient tous serbes.